# 1487 en littérature
| Années de la littérature : 1484 - 1485 - 1486 - 1487 - 1488 - 1489 - 1490    |
| Décennies de la littérature : 1450 - 1460 - 1470 - 1480 - 1490 - 1500 - 1510 |

Cet article présente les faits marquants de l'année 1487 en littérature.

## Évènements
- 20 février : le pape Innocent VIII interdit le débat que Jean Pic de la Mirandole proposait sur ses Conclusiones philosophicae, cabalasticae et theologicae qu'il a publié à Rome en décembre 1486 (il offrait de défrayer les dépenses de tout érudit qui viendrait à Rome pour en débattre publiquement) ; une commission est chargée de vérifier l'orthodoxie des thèses et remet son rapport le 13 mars[1].
- 18 avril : Conrad Celtis est couronné poète lauréat par l'empereur Frédéric III à Nuremberg[2].
- 4 août : le pape Innocent VIII publie la bulle Etsi ex iniuncto nobis, qui condamne les Conclusiones de Pic de la Mirandole[3].

- Ulrich Füterer achève la composition de son poème en 41 500 vers, Buch der Abenteuer (Livre des Aventures), commencée en 1473[4].

## Parutions
- Publication de la Bible historiale complétée traduite par Jean de Rély[5].

### Essais
- Paolo Emilio dédie à son protecteur le cardinal Charles II de Bourbon un essai De rebus a recentiore Francia gestis[6] dont le manuscrit, cité par Scipione Maffei à la fin du XVIIe siècle, est perdu[7].

### Récits historiques
- 21 mai : Sabellico (Marcus Antonius Coccius Sabellicus) publie à Venise chez Andreas Torresanus ses Rerum Venetarum une histoire de Venise[8],[9].
- Mai : Les Chroniques de Normandie, imprimée à Rouen par Guillaume Le Talleur[10].

### Romans et récits

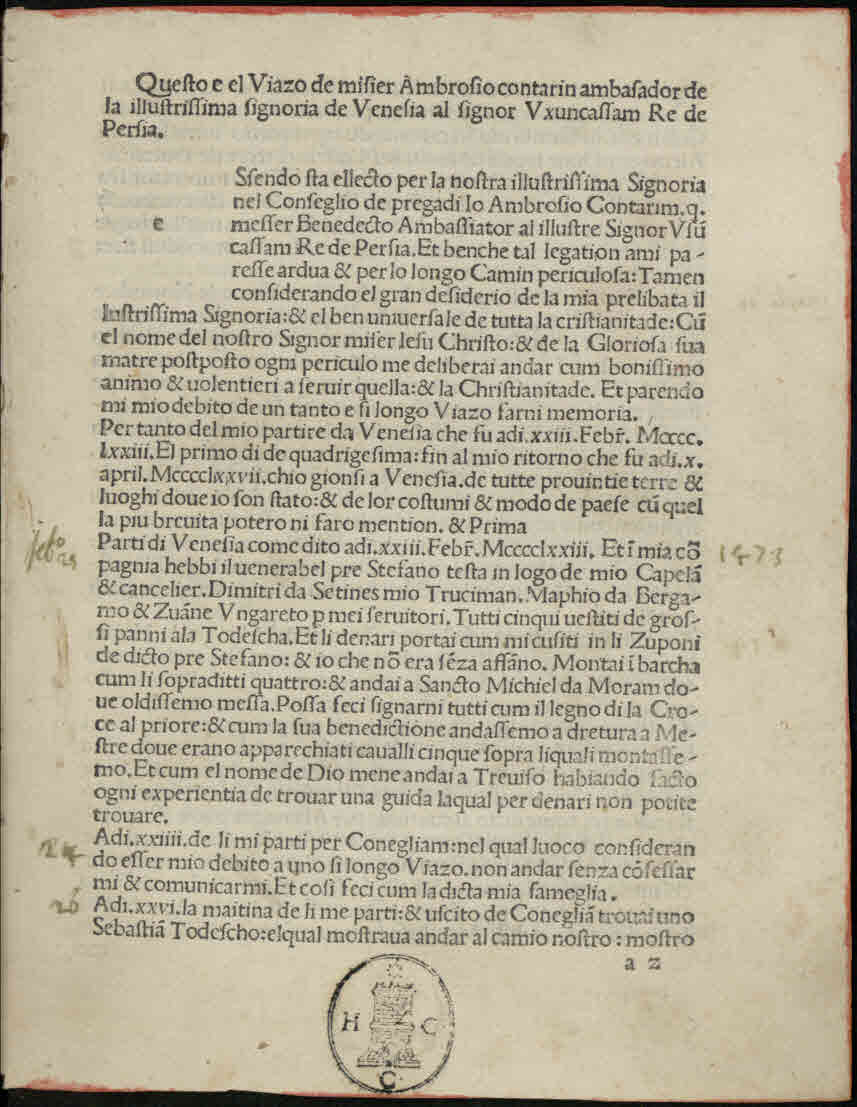
Début du Viaggio al signor Usun Hassan re di Persia de Contarini

- 16 janvier : Ambrogio Contarini, Viaggio ad Ussun Hassan re di Persia, Venise, Hannibal Fosio[11],[12].

- Première édition imprimée à Florence de Il Corbaccio (it). Laberinto d'Amore de Boccace[13].

## Naissances
- 23 avril ? : Georgius Macropedius, humaniste et dramaturge néerlandais (mort le juillet 1558).
- 5 juillet : Johann Gramann, théologien, professeur et poète allemand.
- 28 septembre : Adriaan Van Baerland, historien, philosophe et philologue néerlandais.

- Petar Hektorović (en), écrivain croate († 13 mars 1572).
- Michael Hummelberger, humaniste et philologue allemand (mort le 19 mai 1527).

- Vers 1487 : 
  - Pietro Alcionio, philologue italien (mort en 1527).
  - Johannes Kolrose, poète, philologue et pédagogue allemand (mort en 1560).

## Décès
- 8 mai : Jean Gielemans, hagiographe brabançon, auteur d'ouvrages ascétiques et de recueils hagiographiques (né en 1427).
- 26 juin : Jean Argyropoulos, philosophe, théologien et humaniste d'origine byzantine (né vers 1395).
- 22 octobre : Antonio Bettini, écrivain italien (né 12 juin 1396).

- Jaume Safont (en), poète catalan (né en 1420).